# Bruce Swedien
Bruce Frederick Swedien, né le 19 avril 1934 à Minneapolis (Minnesota) et mort le 16 novembre 2020 à Gainesville (Floride),, est un ingénieur du son et, occasionnellement, producteur musical américain. 
Il est connu pour sa longue collaboration avec Michael Jackson et notamment pour le trio qu'il forma avec ce dernier et Quincy Jones sur les albums Off the Wall (1979), Thriller (1982) et Bad (1987). Par ailleurs, plus largement, Bruce Swedien a travaillé avec d'autres grands noms de la musique comme Mick Jagger, Duke Ellington, Nat King Cole, Barbra Streisand, Donna Summer, Count Basie, B.B. King, George Benson, Patti Austin, John Lee Hooker, Paul McCartney, Natalie Cole ou encore Jennifer Lopez.
Il a remporté 5 Grammy Awards (pour 13 nominations) en tant que meilleur ingénieur du son.

## Biographie
Né de parents musiciens immigrés suédois, Bruce Swedien tombe amoureux de la musique après avoir assisté à une répétition des chœurs du Minneapolis Symphony. Inspiré par un de ses mentors, Bill Putnam, Swedien devient ingénieur du son et intègre vers 1955 le département enregistrement de la Schmidt Music Company. Environ un an plus tard, il la rachète. En 1959, il fait une rencontre capitale pour la suite de sa carrière en la personne de Quincy Jones alors vice-président de Mercury Records. Les deux hommes vont commencer à travailler ensemble et Swedien décroche sa première nomination aux Grammy Awards grâce à son travail sur la chanson Big Girls Don't Cry de The Four Seasons.
Durant une bonne partie des années 1960, il travaille comme ingénieur du son pour les studios Universal Recording à Chicago. Et, à la fin des années 1960, il devient indépendant.
En 1977, il travaille avec Quincy Jones, à l'enregistrement de la bande originale du film The Wiz, une comédie musicale et remake noir-américain du Magicien d'Oz. C'est là qu'il rencontre Michael Jackson (qui tient le rôle de l'épouvantail et qui chante plusieurs chansons). Ils ne se quitteront plus et Michael Jackson fera régulièrement appel à Swedien.
En 1983, il décroche son premier Grammy Award, en tant que meilleur ingénieur du son, pour son travail sur l'album Thriller, de Michael Jackson (il en remportera deux autres pendant sa collaboration avec l'artiste).
Depuis le début des années 2000, il participe régulièrement à des master class sur les techniques d'enregistrement à la UCLA et partout dans le monde.

## Collaboration avec Michael Jackson
Il participe dès 1979 à l'enregistrement du premier véritable album solo de Michael : Off the Wall. 
Puis en 1982 il est un des artisans du succès de l'album Thriller où il fait des prouesses techniques sur les titres Billie Jean et Thriller.
En 1987, il est également l'ingénieur du son de l'album Bad. Il y réalise notamment de nombreuses versions longues et remixées pour accompagner les singles extraits de l'album. Certains d'entre eux restent encore inédits à ce jour.
En 1991, malgré l'absence de Quincy Jones, il reste aux côtés de Michael Jackson pour l'enregistrement de l'album Dangerous où il est, pour la première fois, crédité sur une des chansons : Jam.
En 1995, pour l'enregistrement de l'album HIStory, il s'installe au studio Hit Factory de New York où il fait construire la plus grande table de mixage jamais utilisée. Son travail de mixage pour cet album est reconnu par de nombreux fans de l'artiste qui considèrent HIStory comme étant le mieux mixé de tous les albums de Michael Jackson. 
En 2001, il participe à l'enregistrement du dernier véritable album de Michael Jackson : Invincible (même si sa participation reste plus limitée que sur les précédents opus) ainsi qu'aux éditions spéciales des albums Off the Wall, Thriller, Bad et Dangerous en tant que coproducteur exécutif. Fin 2001, il participe à l'enregistrement de la chanson What More Can I Give, enregistrée en hommage aux victimes du 11 septembre et composée par Michael Jackson qui l'interprète avec de nombreux artistes. C'est la dernière collaboration connue entre les deux hommes. Une histoire d'honoraires non réglés pour les sessions d'enregistrement de l'album Invincible les brouillera professionnellement.

## Grammy Awards
Bruce Swedien a remporté 5 Grammy Awards :
- 1983 - 26th Annual GRAMMY Awards

Meilleur Ingénieur du son pour l'album Thriller, Michael Jackson
- 1987 - 30th Annual GRAMMY Awards

Meilleur Ingénieur du son (avec Humberto Gatica) pour l'album Bad, Michael Jackson
- 1990 - 33rd Annual GRAMMY Awards

Meilleur Ingénieur du son pour l'album Back On The Block, Quincy Jones
- 1992 - 35th Annual GRAMMY Awards

Meilleur Ingénieur du son (avec Teddy Riley) pour l'album Dangerous, Michael Jackson
- 1996 - 39th Annual GRAMMY Awards

Meilleur Ingénieur du son (avec Al Schmitt, Francis Buckley et Tommy Vicari) pour l'album Q's Jook Joint, Quincy Jones

## Discographie

### année/album/artiste

#### Années 1950
- 1954 Herbie Mann Plays, Herbie Mann, Bethlehem/Avenue Jazz - Ingénieur
- 1959 What a Diff'rence a Day Makes!, Dinah Washington – Ingénieur
- 1958 Art Blakey and the Jazz Messengers, diverse albums
- 1959 Complete Vee Jay Lee Morgan-Wayne Shorter Sessions - Ingénieur

#### Années 1960
- 1960 Eastern Exposure, Fred Kaz – Engineer
- 1960 Politely, Louis Prima (w/Keely Smith)
- 1960 SoulfulStrut, Young-Holttrio
- 1961 Portrait of Mr. T, Jack Teagarden, Roulette R-25243
- 1962 Moon River, JerryButler
- 1962 The Reprise Studio Recordings, Duke Ellington, Engineer
- 1962 Recollections of the Big Band Era, Duke Ellington, Engineer
- 1962 Big Girls Don't Cry (single) Frankie Valli and the Four Seasons
- 1962 Bird Lives! Ira Sullivan and the Chicago Jazz Quinte – Engineer
- 1962 Feel Real, Eddie Baccus - Engineer
- 1962 This Is Billy Mitchell Featuring Bobby Hutcherson, Billy Mitchell - Engineer
- 1962 Big Girls Don't Cry, Frankie Valli and the Four Seasons – Engineer, new
- 1963 Wade In The Water, Ramsey Lewis
- 1963 Duke of Earl, Gene Chandler
- 1963 The Shoop Shoop Song, Betty Everett
- 1963 Higher and Higher, Jackie Wilson
- 1965 Best of Eddie, Harris Eddie Harris - Engineer, Remixing
- 1965 Phil Ford & Milmi Hines
- 1968 Love Makes a Woman, Barbara Acklin - Engineer
- 1969 Can I Change My Mind, Tyrone Davis - Engineer
- 1969 Free Speech, Eddie Harris - Engineer
- 1969 I Heard That, Quincy Jones - Engineer
- 1969 Moog Groove, Electronic Concept Orchestra

#### Années 1970
- 1970 Them Changes, Buddy Miles - Mixing, Engineer
- 1970 Turn Back the Hands of Time [Brunswick], Tyrone Davis - Engineer
- 1970 The Sly, Slick and the Wicked – Engineer
- 1970 Them Changes, Buddy Miles
- 1970 Down The River, Buddy Miles
- 1971 (For God's Sake) Give More Power to the People, The Chi-Lites, Engineer
- 1971 Instant Death, Eddie Harris - Engineer
- 1972 Lonely Man, The Chi-Lites - Engineer
- 1973 Chi-Lites, The Chi-Lites - Engineer
- 1973 Complete Expressions, Vol. 2 Hysear Don Walker - Engineer
- 1973 Letter to Myself, The Chi-Lites - Engineer, Associate, Producer
- 1974 I Need Some Money, Eddie Harris - Engineer, Remixing
- 1974 Inseparable, Natalie Cole
- 1976 Look Out For Number One The Brothers Johnson
- 1976 Getaway (Fareaway Forever) Billy Eckstine
- 1976 Love By My Name, Leslie Gore
- 1976 Best of George Benson, George Benson - Engineer, Mixing
- 1976 Positively, Plas Johnson - Engineer
- 1977 Live, Muddy Waters - Engineer
- 1977 Power and Love, Manchild - Remixing
- 1977 Roots, Quincy Jones - Engineer
- 1978 Blam!!, The Brothers Johnson - Engineer, Mixing
- 1978 Sounds…And Stuff Like That!!, Quincy Jones - Engineer, Mixing
- 1978 Wiz, Original Soundrack - Engineer
- 1979 Masterjam, Rufus & Chaka Khan - Engineer, Mixing
- 1979 Off the Wall, Michael Jackson - Engineer, Mixing

#### Années 1980
- 1980 Give Me the Night, George Benson - Engineer
- 1980 Light Up the Night, The Brothers Johnson - Engineer, Mixing
- 1981 Every Home Should Have One, Patti Austin - Engineer, Mixing
- 1981 The Dude, Quincy Jones – Engineer, new
- 1982 Donna Summer, Donna Summer - Engineer, Mixing
- 1982 I'm the One, Roberta Flack - Engineer
- 1982 Night Shift, Original Soundtrack - Producer
- 1982 Thriller, Michael Jackson Sound Effects - Engineer, Mixing, Effects
- 1982 Donna Summer, Donna Summer
- 1983 Light UpTheNight, The Brother Johnson
- 1983 Born to Love, Peabo Bryson w/ Roberta Flack - Engineer
- 1983 Blow Your Own Horn, Herb Alpert
- 1984 Heavenly Bodies, Original Soundtrack - Producer
- 1984 Rhyme & Reason, Missing Persons, Producer
- 1984 Victory, The Jacksons - Engineer, Mixing
- 1985 Color Purple, Original Soundtrack - Engineer, Executive Producer, Mixing
- 1985 Street Called Desire, René & Angela - Producer
- 1986 Running Scared, Original Soundtrack - Producer
- 1986 Sweet Freedom:, The Best of Michael McDonald Michael McDonald - Producer
- 1987 Bad, Michael Jackson, - Engineer, Speech/Speaker/Speaking Part, Mixing, Drums
- 1987 Best of Missing, Persons Missing Persons - Producer
- 1987 Classics, Vol. 18, Sergio Mendes & Brasil '66 - Associate Producer
- 1980 Till I Loved You, Barbra Streisand - Engineer, Mixing
- 1989 Back on the Block, Quincy Jones - Drums, Special Effects, Engineer, Drums (Snare)
- 1989 Places You Find Love, Quincy Jones - Mixing, Recording
- 1989 Soundtrack Smashes:, The 80's Various Artists - Producer

#### Années 1990
- 1991 GreatesT Hits: Power of Great Music, James Ingram - Engineer, Mixing
- 1991 La La Means I Love You!, La La Producer - Engineer
- 1991 Tracks of Life, The Isley Brothers - Programming, Engineer, Drum Programming
- 1992 Brasileiro, Sergio Mendes - Arranger, Mixing
- 1992 Dangerous, Michael Jackson - Arranger, Vocals, Producer, Engineer, Mixing
- 1992 MoreLove, Doug Stone
- 1993 Cobra Records Story, Various Artists - Liner Notes
- 1993 Miracle of Love - David Hasselhoff - Arranger, Engineer, Mixing
- 1993 Donna Summer Anthology, Donna Summer - Engineer, Mixing
- 1993 Hell Collection, Sparks - Producer
- 1993 More Love, Doug Stone - Producer
- 1994 Q's Jook Joint, Quincy Jones - Engineer
- 1994 Someone to Care, Rev. Cleophus Robinson - Producer, Engineer
- 1995 Free Willy 2, Adventure Home Original Soundtrack - Engineer, Mixing
- 1995 Free Willy, Original Soundtrack - Producer, Engineer, Executive Producer, Mixing
- 1995 Gordy, Original Soundtrack - Producer
- 1995 HIStory: Past, Present and Future, Book 1, Michael Jackson - Percussion, Drums, Special Effects, Engineer
- 1995 Looking for the Best, David Hasselhoff – Producer
- 1995 Love's Train: The Best of Funk Essentials Ballads, Various Artists - Producer
- 1995 Scream/Childhood, Michael Jackson & Janet Jackson - Engineer, Mixing
- 1995 You Are Not Alone, Michael Jackson - Engineer, Mixing
- 1996 Best of Jennifer Holliday, Jennifer Holliday - Engineer
- 1996 Best of René & Angela: Come My Way René & Angela - Engineer
- 1996 Best of Walter Jackson: Welcome Home - The Okeh Years Walter Jackson - Engineer
- 1996 Joy Joy! the Young and Wonderful, Bob Gibson Bob Gibson - Engineer
- 1996 Mind Body & Soul Barebones, - Assistant Engineer, Mixing
- 1996 Soulful Ladies of the 80's, Various Artists - Producer
- 1996 Why3T - Engineer
- 1997 Blood on the Dance Floor: History in the Mix Michael Jackson - Percussion, Arranger, Drums, Sound Effects
- 1997 Diana, Princess of Wales: Tribute, Various Artists - Producer, Mixing
- 1997 Genius & Soul: The 50th Anniversary Collection Ray Charles - Drum Sounds
- 1997 One Step Up/Two Steps Back: The Songs of Bruce Spring Various Artists - Engineer, Mixing
- 1997 Street Called Desire and More, René & Angela - Producer, Engineer, Mixing
- 1997 This Will Be: Natalie Cole's Everlasting Love Natalie Cole - Engineer
- 1998 Gershwin's World, [Japan] Herbie Hancock - Mixing
- 1998 Gershwin's World, Herbie Hancock - Mixing
- 1998 Love Young-Holt, Unlimited - Engineer
- 1998 Nicole Renee, Nicole Renee - Mixing
- 1998 Tamia, Tamia - Mixing
- 1998 Nicole Reneé, Nicole Reneé
- 1999 All Time Greatest Movie Songs, Various Artists - Producer
- 1999 From Q with Love, Quincy Jones - Drums, Engineer, Mixing
- 1999 Greatest Hits, Take 6 - Drums
- 1999 Ultimate Hits Collection, Ray Charles - Drums
- 1999 5000 Miles, Nils Landgreen
- 1999 Pasajes De Un Sueno, Anna Torroja

#### Années 2000
- 2000 Center Stage, Original Soundtrack - Engineer, Mixing
- 2000 George Benson, Anthology George Benson - Engineer, Mixing
- 2000 LeSangDes Roses. Cyrius
- 2000 Dan Gna, Les Go
- 2000 Improvised Meditations & Excursions/Eastern Exposure, John Lewis/Fred Kaz - Engineer
- 2000 It's All in the Game/Home Wrecker/Turning Poin, Tyrone Davis - Engineer
- 2000 Jim Peterik & World Stage, Jim Peterik & World Stage - Mixing
- 2000 Pasajes De Un Sueno Ana Torroja - Mastering
- 2000 Visit Me, [Import Bonus Tracks], Changing Faces - Mixing
- 2001 Bad, [Bonus Tracks], Michael Jackson - Drums, Engineer, Executive Producer, Mixing, Announcer
- 2000 Ya Style, Sylk-E. Fyne
- 2001 Dangerous, [Remastered] Michael Jackson, Arranger, Keyboards, Producer, Engineer, Mixing
- 2001 Greatest Hits: HIStory, Vol. 1, Michael Jackson - Engineer, Mixing, Effects
- 2001 Invincible, Michael Jackson - Mixing
- 2001 Magnum Opus, Various Artists - Producer
- 2001 Off the Wall, [Bonus Tracks, Michael Jackson - Engineer, Executive Producer, Mixing
- 2001 Thriller, [Bonus Tracks] Michael Jackson - Engineer, Mixing, Effects
- 2001 Ultimate Collection, Angela Winbush - Producer, Remixing
- 2001 Versatile, Eddie Harris/Eddie Harris Sings the Blues, Eddie Harris - Engineer
- 2001 Very Best of Patti Austin, Patti Austin - Engineer, Mixing
- 2001 Voice of Michael McDonald, Michael McDonald - Producer, Engineer, Mixing
- 2001 Word Gold: Five Decades of Hits, Various Artists - Producer
- 2001 You Rock My World, [Canada CD], Michael Jackson - Mixing
- 2002 Choice: A Collection of Classics, François K - Engineer, Mixing
- 2002 Jenny from the Block, [Australia CD], Jennifer Lopez - Mixing
- 2002 Let's Roll: Together in Unity, Faith & Hope, Various Artists - Mixing
- 2002 Shaman, Santana - Mixing
- 2002 This Is Me… Then, Jennifer Lopez - Engineer, Mixing
- 2002 Ultimate Collection, [Fewer Tracks], Quincy Jones - Drums, Drums (Snare)
- 2002 Ultimate Collection, Quincy Jones - Drums, Drums (Snare)
- 2002 Very Best of Ashford & Simpson, Ashford & Simpson - Engineer, Mixing
- 2002 Very Best of John Lewis, John Lewis - Engineer
- 2003 10 [Bonus Track], LL Cool J - Engineer
- 2003 5,000 Miles, Nils Landgren Funk Unit - Mixing
- 2003 Broken Promises, Rusty Truck - Mixing
- 2003 Good Times 3 Joey & Norman Jay MBE - Engineer, Mixing
- 2003 Greatest Love Songs, Angela Winbush - Producer
- 2003 I'm Glad, [Australia CD #1], Jennifer Lopez - Engineer, Mixing
- 2003 I'm Glad, [CD5], Jennifer Lopez - Engineer, Mixing
- 2003 I'm Glad/All I Have, [DVD Single], Jennifer Lopez - Engineer, Mixing
- 2003 Reel Me, [Bonus EP], Jennifer Lopez - Engineer, Mixing
- 2003 Reel Me, [EP], [Bonus DVD], Jennifer Lopez - Engineer, Mixing
- 2003 Very Best of Al B. - Sure Al B. Sure!
- 2004 Butterfly in a Blizzard, Amanda
- 2004 Essential Jacksons, The Jacksons
- 2004 Hits New Edition
- 2004 In the House Dimitri from Paris
- 2004 Street Songz, Rene
- 2004 Ultimate Collection, Michael Jackson
- 2005 Gold, Donna Summer
- 2005 Rebirth, Jennifer Lopez
- 2015 Unity: The Latin Tribute to Michael Jackson

## Écrits
- Préface du livre d'Isabelle Petitjean Michael Jackson, Il était une Voix (2017).